# NBA finale 2007.
NBA finale 2007. posljednja je i finalna serija doigravanja u sezoni 2006./07. Prvaci Zapadne konferencije San Antonio Spursi porazili su u seriji 4-0 prvake Istočne konferncije Cleveland Cavalierse. Plasiranjem u NBA finale, Cavaliersi su ostvarili svoj prvi nastup u finalnoj seriji, dok su Spursi u svom četvrtom nastupu osvojili i četvrti NBA naslov. Tony Parker proglašen je najkorisnijim igračem NBA finala.

## Put do finala

### San Antonio Spurs
Prethodne sezone, Spursi su u drugom krugu doigravanja poraženi od Dallas Mavericksa u sedam utakmica. U sezoni 2006./07. Dallas je odigrao sjajno te su zabilježili 67 pobjeda, dok su Spursi regularni dio završili s omjerom 58-24 i zauzeli treće mjesto na Zapadu. U prvom krugu doigravanja susreli su se s Denver Nuggetsima i njihovim dvojcem Allen Iverson i Carmelo Anthony. Nuggetsi su iznenađujuće pobijedili u prvoj utakmici, da bi Spursi ostvarili četiri uzastopne pobjede i prošli u drugi krug. Pripremajući se na dvoboj s Phoenix Sunsima, Spursima je laknulo jer su Mavericksi iznenađujuće poraženi od osmoplasiranih Golden State Warriorsa. Phoenix Sunsi su imali prednost domaćeg terena jer su imali bolji omjer, ali im to nije pomoglo jer su Spursi pobijedili u prvoj utakmici. U toj prvoj utakmici Spursi su imali sreće jer su se u zadnjoj minuti susreta sudarili Tony Parker i Steve Nash, ali je Nash lošije prošao te je zbog krvarenja morao napustiti teren. To je uvelike pomoglo Spursima koji su pobijedili rezultatom 111:106. Druga utakmica otišla je u korist Sunsa koji su pobijedili rezultatom 101:81. Treća utakmica bila je vrlo brutalna za obje strane. Manu Ginobili je utakmicu završio s krvavim okom, a Nash je udaren u prepone od strane Brucea Bowena. Jedini koji nije zakazao bio je Tim Duncan koji je svoju momčad s 33 poena i 19 skokova odveo do pobjede 108:101. U četvrtoj utakmici, unatoč vodstvu Spursa, Horry je postupio nesportski te je svojim tijelom odgurnuo Nasha koji je završio na zapisničkom stolu. Nashovi suigrači priskočili su u pomoć, a David Stern je nakon utakmice sve sudionike okršaja suspendirao. U petoj utakmici Spursi su se uspjeli vratiti iz zaostataka te ne kraju pobijediti 88:85 i povesti u seriji 3-2. Šesta utakmica također je otišla u korsit Spursa koji su pobijedili rezultatom 114:106 i prošli u peto konferencijsko finale. U finalu Zapadne konferencije susrli su se s Utah Jazzom koje su lako svaladali u pet utakmica i prošli u četvrto NBA finale u povijesti franšize.

### Cleveland Cavaliers
Kao i prethodne sezone Cleveland Cavalierse su u prvom krugu dočekali Washington Wizardsi. Predvođeni LeBronom Jamesom, Cavsi su s lakoćom svaladali Wizardse rezultatom 4-0. U drugom krugu doigravanja čekali su ih New Jersey Netsi, ali su Cavsi ponovno bili jači te pobjedu u seriji odnose u šest utakmica. U finalu Istočne konferencije sučelili su se s, trostrukim osvajačima NBA naslova, Detroit Pistonsima. U prvoj utakmici Chauncey Billups je sa svojih 10 poena u posljednjoj čevrtini odveo momčad do pobjede 79:76, dok je LeBron James odigrao neprapoznatljivo postigavši samo 10 poena. Druga utakmica bila je slična prvoj te su Pistonsi ponovno odnijeli pobjedu zahvaljujući Rasheedu Wallaceu i njegovim 10 poena u posljednjoj četvrtini, dok je LeBron James postigao 19 poena i imao čak šest izgubljenih lopti. Nakon prve dvije utakmice serija se preselila u Cleveland. U trećoj utakmici LeBron je eksplodirao s 32 poena, 9 skokova i 9 asistencije čime je odveo momčad do pobjede 88:82 i smanjenja zaostatka na 2-1. Četvrta utakmica također je pripala Cleveland Cavaliersima ponajviše zahvaljujući LeBronu koji je postigao 25 poena od toga 13 u posljednjoj četvrtini, ali mu se pridružio i mladi Daniel Gibson koji je s 21 poenom LeBronu dodatno olakšao posao. Peta utakmica igrala se u Detroitu, gdje je LeBron James ostvario jednu od najvećih izvedbi u povijesti doigravanja. Sa zaostatkom od 79:78, LeBron je preuzeo stvari u svoje ruke te je postigao zadnjih 11 od 12 poena Cavsa u regularnom dijelu koji je završio pri rezultatu 91:91. U prvom produžetku LeBron je postigao svih 9 poena od strane Cavsa te je rezultat bio izjednačen na 100. U drugom produžetku odvodi Cavse s još devet poena do vrlo važne pobjede. Te večeri LeBron je postigao rekordnih 48 poena, 9 skokova i 7 asistencija šutirajući iz igre 54.5 %. Postigao je zadnjih 29 od 30 poena, uključujući posljednjih 25 od strane Cavaliersa. Nakon dvostrukog produžetka utakmica je završila rezultatom 109:107. U šestoj utakmici serije, LeBron je postigao 20 poena i 14 skokova, dok je Gibson postigao 31 poen uključujući zadnjih 19 u četvrtoj četvrtini. Cavsi su pobijedili rezultatom 98:82 i po prvi puta u povijesti franšize ušli u NBA finale.

## Finale

### Prva utakmica
| 7. lipnja 2007. 9:00pm ET | Izvještaj na NBA.com | Cleveland Cavaliers                                                                                             | 76–85 | San Antonio Spurs                                                                                            |  | AT&T Center, San Antonio Gledatelji 18 797 Suci: Mauer, Callahan, Javie | ABC ABCHD TSN Canal 7 Canal+ ESPN Brasil |
| 7. lipnja 2007. 9:00pm ET | Izvještaj na NBA.com | Po četvrtinama: 15-20, 20-20, 14-24, 27-21                                                                      |       | |  | AT&T Center, San Antonio Gledatelji 18 797 Suci: Mauer, Callahan, Javie | ABC ABCHD TSN Canal 7 Canal+ ESPN Brasil |
| 7. lipnja 2007. 9:00pm ET | Izvještaj na NBA.com | Koševi: Gibson 16, James 14 Skokovi: James 7, Ilgauskas 6 Asistencije: James, Gibson 4 Pogreške: LeBron James 6 |       | Koševi: Parker 27, Duncan 24 Skokovi: Duncan 13, Ginóbili 8 Asistencije: Tony Parker 7 Blokade: Tim Duncan 5 |  | AT&T Center, San Antonio Gledatelji 18 797 Suci: Mauer, Callahan, Javie | ABC ABCHD TSN Canal 7 Canal+ ESPN Brasil |
| 7. lipnja 2007. 9:00pm ET | Izvještaj na NBA.com | 1-0 San Antonio Spurs                                                                                           |       | |  | AT&T Center, San Antonio Gledatelji 18 797 Suci: Mauer, Callahan, Javie | ABC ABCHD TSN Canal 7 Canal+ ESPN Brasil |

U prvoj utakmici svim igračima Cavsa ovo je bilo neko novo iskustvo, nasuprot igračima Spursa koji su tri puta igrali finale i sva tri puta osvojili NBA naslov. S prosječnim izvedbama od strane Tima Duncana, Tonyja Parkera i Manua Ginobilija, Spursi su ostvarili pobjedu, a LeBron je ostao ograničen na samo 14 poena uz šut iz igre 4-16.

### Druga utakmica
| 10. lipnja 2007. 9:00pm ET | Izvještaj na NBA.com | Cleveland Cavaliers                                                                                       | 92–103 | San Antonio Spurs                                                                                 |  | AT&T Center, San Antonio Gledatelji 18 797 Suci: Bavetta, Clark, Derosa | ABC ABCHD TSN Canal 7 Canal+ ESPN Brasil |
| 10. lipnja 2007. 9:00pm ET | Izvještaj na NBA.com | Po četvrtinama: 17-28, 16-30, 29-31, 30-14                                                                |        |                                                                                                   |  | AT&T Center, San Antonio Gledatelji 18 797 Suci: Bavetta, Clark, Derosa | ABC ABCHD TSN Canal 7 Canal+ ESPN Brasil |
| 10. lipnja 2007. 9:00pm ET | Izvještaj na NBA.com | Koševi: LeBron James 25 Skokovi: Anderson Varejão 10 Asistencije: LeBron James 6 Pogreške: LeBron James 6 |        | Koševi: Tony Parker 30 Skokovi: Duncan, Horry 9 Asistencije: Tim Duncan 8 Blokade: Robert Horry 5 |  | AT&T Center, San Antonio Gledatelji 18 797 Suci: Bavetta, Clark, Derosa | ABC ABCHD TSN Canal 7 Canal+ ESPN Brasil |
| 10. lipnja 2007. 9:00pm ET | Izvještaj na NBA.com | 2-0 San Antonio Spurs                                                                                     |        |                                                                                                   |  | AT&T Center, San Antonio Gledatelji 18 797 Suci: Bavetta, Clark, Derosa | ABC ABCHD TSN Canal 7 Canal+ ESPN Brasil |

U drugoj utakmici na vidjelu je bila totalna dominacija Spursa koji su prve tri četvrtine igru držali pod kontrolom. U četvrtoj četvrtini Cavsi rade seriju 25-6, ali im to nije bio dovoljno za pobjedu te Spursi pobjeđuju rezultatom 103:92 čime su poveli 2-0 u seriji.

### Treća utakmica
| 12. lipnja 2007. 9:00pm ET | Izvještaj na NBA.com | San Antonio Spurs                                                                                                | 75–72 | Cleveland Cavaliers                                                                                           |  | Quicken Loans Arena, Cleveland Gledatelji 20 562 Suci: Fryer, Delaney, Crawford | ABC ABCHD TSN Canal 7 Canal+ ESPN Brasil |
| 12. lipnja 2007. 9:00pm ET | Izvještaj na NBA.com | Po četvrtinama: 16-18, 24-20, 15-12, 20-22                                                                       |       | |  | Quicken Loans Arena, Cleveland Gledatelji 20 562 Suci: Fryer, Delaney, Crawford | ABC ABCHD TSN Canal 7 Canal+ ESPN Brasil |
| 12. lipnja 2007. 9:00pm ET | Izvještaj na NBA.com | Koševi: Tony Parker 17 Skokovi: Duncan, Bowen 9 Asistencije: Emanuel Ginóbili 5 Ukradene lopte: Michael Finley 4 |       | Koševi: LeBron James 25 Skokovi: Ilgauskas 18, Gooden 12 Asistencije: LeBron James 7 Pogreške: LeBron James 5 |  | Quicken Loans Arena, Cleveland Gledatelji 20 562 Suci: Fryer, Delaney, Crawford | ABC ABCHD TSN Canal 7 Canal+ ESPN Brasil |
| 12. lipnja 2007. 9:00pm ET | Izvještaj na NBA.com | 3-0 San Antonio Spurs                                                                                            |       | |  | Quicken Loans Arena, Cleveland Gledatelji 20 562 Suci: Fryer, Delaney, Crawford | ABC ABCHD TSN Canal 7 Canal+ ESPN Brasil |

U trećoj utakmici novak Daniel Gibson zamijenio je ozljeđenog Larryja Hughesa, ali nije pokazao prave igre te je utakmicu završio sa samo 2 poena uz šut iz igre od 1-10. Cijela momčad Cavsa imala je problema sa šutom te su utakmicu završili s 36.5% učinkovitosti. Nadskakani od strane Spursa, Cavsi su poraženi rezultatom 75:72, a ovo je ujedno bila i najneefikasnija utakmica od finala 1955. godine. 

### Četvrta utakmica
| 14. lipnja 2007. 9:00pm ET | Izvještaj na NBA.com | San Antonio Spurs                                                                                         | 83–82 | Cleveland Cavaliers                                                                                            |  | Quicken Loans Arena, Cleveland Gledatelji 20 562 Suci: Salvatore, Forte, Rush | ABC ABCHD TSN Canal 7 Canal+ ESPN Brasil Sport 1 |
| 14. lipnja 2007. 9:00pm ET | Izvještaj na NBA.com | Po četvrtinama: 19-20, 20-14, 21-18, 23-30                                                                |       | |  | Quicken Loans Arena, Cleveland Gledatelji 20 562 Suci: Salvatore, Forte, Rush | ABC ABCHD TSN Canal 7 Canal+ ESPN Brasil Sport 1 |
| 14. lipnja 2007. 9:00pm ET | Izvještaj na NBA.com | Koševi: Emanuel Ginóbili 27 Skokovi: Tim Duncan 15 Asistencije: Emanuel Ginóbili 5 Pogreške: Tim Duncan 6 |       | Koševi: LeBron James 24 Skokovi: Ilgauskas 13, Gooden 11 Asistencije: LeBron James 10 Pogreške: LeBron James 6 |  | Quicken Loans Arena, Cleveland Gledatelji 20 562 Suci: Salvatore, Forte, Rush | ABC ABCHD TSN Canal 7 Canal+ ESPN Brasil Sport 1 |
| 14. lipnja 2007. 9:00pm ET | Izvještaj na NBA.com | Pobjeda San Antonio Spursa 4-0                                                                            |       | |  | Quicken Loans Arena, Cleveland Gledatelji 20 562 Suci: Salvatore, Forte, Rush | ABC ABCHD TSN Canal 7 Canal+ ESPN Brasil Sport 1 |

Spursi su u utakmicu krenuli žestoko te su nakon prve tri četvrtine vodili s 11 razlike. Krajem treće i početkom četvrte četvrtine Cavsi su ukupno postigli 14 poena zaredom, ali su im Spursi odgovorili sa serijom 12-3 čime su Cavsi poraženi rezultatom 83:82 i ukupnim rezultatom serije 4-0. Ovo je bio četvrti NBA naslov Spursa u posljednjih devet godina, a Tony Parker proglašen je najkorisnjim igračem NBA finala.

## Vanjske poveznice
- Službena stranica NBA finala 2007.

| NBA finali      | NBA finali                                                                             |
| --------------- | -------------------------------------------------------------------------------------- |
|                 |                                                                                        |
| Tijekom 80-ih   | 1980. \| 1981. \| 1982. \| 1983. \| 1984. \| 1985. \| 1986. \| 1987. \| 1988. \| 1989. |
|                 |                                                                                        |
| Tijekom 90-ih   | 1990. \| 1991. \| 1992. \| 1993. \| 1994. \| 1995. \| 1996. \| 1997. \| 1998. \| 1999. |
|                 |                                                                                        |
| Tijekom 2000-ih | 2000. \| 2001. \| 2002. \| 2003. \| 2004. \| 2005. \| 2006. \| 2007. \| 2008. \| 2009. |
|                 |                                                                                        |
| Tijekom 2010-ih | 2010. \| 2011.                                                                         |

| NBA finali      | NBA finali                                                                             |
| --------------- | -------------------------------------------------------------------------------------- |
|                 |                                                                                        |
| Tijekom 80-ih   | 1980. \| 1981. \| 1982. \| 1983. \| 1984. \| 1985. \| 1986. \| 1987. \| 1988. \| 1989. |
|                 |                                                                                        |
| Tijekom 90-ih   | 1990. \| 1991. \| 1992. \| 1993. \| 1994. \| 1995. \| 1996. \| 1997. \| 1998. \| 1999. |
|                 |                                                                                        |
| Tijekom 2000-ih | 2000. \| 2001. \| 2002. \| 2003. \| 2004. \| 2005. \| 2006. \| 2007. \| 2008. \| 2009. |
|                 |                                                                                        |
| Tijekom 2010-ih | 2010. \| 2011.                                                                         |